# Ekstraliga Kobiet 2023-2024
L'Ekstraliga Kobiet 2023-2024, nota anche come Orlen Ekstraliga 2023-2024 per ragioni di sponsorizzazione, è stata la 46ª edizione della massima divisione del campionato francese femminile di calcio. Il campionato è iniziato il 19 agosto 2022 e si è concluso il 9 giugno 2024, con la vittoria del Pogoń Stettino, alla prima affermazione della sua storia.

## Stagione

### Novità
Dalla Ekstraliga Kobiet 2022-2023 sono state retrocesse in I liga il KKP Bydgoszcz e il Czwórka Radom. Dalla I liga 2022-2023 sono invece state promosse Rekord Bielsko-Biała, di ritorno dopo una sola stagione, e Stomil Olsztyn, all'esordio assoluto.

### Formato
Nella stagione regolare le 12 squadre si affronteranno in un girone all'italiana con partite di andata e ritorno, per un totale di 22 giornate. La prima classificata sarà squadra campione di Polonia e sarà ammessa all'edizione 2024-2025 della UEFA Women's Champions League.
Le ultime due retrocedono in I liga.

## Squadre partecipanti
| Club                 | Città         | Stadio                                              | Stagione precedente     |
| -------------------- | ------------- | --------------------------------------------------- | ----------------------- |
| AP Orlen Gdańsk      | Danzica       | Stadio del centro sportivo di Danzica Stadio Gdańsk | 8º posto in Ekstraliga  |
| AZS UJ Kraków        | Cracovia      | Stadio municipale Władysław Kawula                  | 4º posto in Ekstraliga  |
| Czarni Sosnowiec     | Sosnowiec     | Stadio Jana Ciszewskiego                            | 7º posto in Ekstraliga  |
| GKS Katowice         | Katowice      | Stadio GKS Katowice                                 | 1º posto in Ekstraliga  |
| Górnik Łęczna        | Łęczna        | Stadion Górnika Łęczna                              | 2º posto in Ekstraliga  |
| Medyk Konin          | Konin         | Stadio degli Undici d'oro di Kazimierz Górski       | 10º posto in Ekstraliga |
| Pogoń Stettino       | Stettino      | Stadio municipale                                   | 5º posto in Ekstraliga  |
| Pogoń Tczew          | Tczew         | Stadio Jana Stachowiaka                             | 9º posto in Ekstraliga  |
| Rekord Bielsko-Biała | Bielsko-Biała | Centrum Sportu Rekord                               | 2º posto in I liga      |
| Śląsk Breslavia      | Breslavia     | Stadio Oporowska                                    | 6º posto in Ekstraliga  |
| SMS Łódź             | Łódź          | Stadio del campionato scolastico sportivo di Łódź   | 3º posto in Ekstraliga  |
| Stomil Olsztyn       | Olsztyn       | Stadio OSiR                                         | 1º posto in I liga      |

## Classifica finale
Aggiornata al 9 giugno 2024.
|                    | Pos. | Squadra              | Pt | G  | V  | N | P  | GF | GS | DR  |
| ------------------ | ---- | -------------------- | -- | -- | -- | - | -- | -- | -- | --- |
| Polonia (bandiera) | 1.   | Pogoń Stettino       | 51 | 22 | 16 | 3 | 3  | 63 | 16 | +47 |
|                    | 2.   | GKS Katowice         | 51 | 22 | 16 | 3 | 3  | 50 | 17 | +33 |
|                    | 3.   | Czarni Sosnowiec     | 46 | 22 | 14 | 4 | 4  | 55 | 22 | +33 |
|                    | 4.   | SMS Łódź             | 44 | 22 | 13 | 5 | 4  | 47 | 19 | +28 |
|                    | 5.   | AP Orlen Gdańsk      | 35 | 22 | 11 | 2 | 9  | 30 | 29 | +1  |
|                    | 6.   | Górnik Łęczna        | 31 | 22 | 9  | 4 | 9  | 34 | 29 | +5  |
|                    | 7.   | Śląsk Breslavia      | 31 | 22 | 9  | 4 | 9  | 41 | 36 | +5  |
|                    | 8.   | Pogoń Tczew          | 22 | 22 | 6  | 4 | 12 | 29 | 65 | -36 |
|                    | 9.   | Rekord Bielsko-Biała | 19 | 22 | 5  | 4 | 13 | 23 | 41 | -18 |
|                    | 10.  | Stomil Olsztyn       | 16 | 22 | 5  | 1 | 16 | 15 | 54 | -39 |
|                    | 11.  | AZS UJ Kraków        | 15 | 22 | 3  | 6 | 13 | 26 | 46 | -20 |
|                    | 12.  | Medyk Konin          | 14 | 22 | 4  | 2 | 16 | 24 | 63 | -39 |

Legenda:
      Campione di Polonia e ammessa alla UEFA Women's Champions League 2024-2025.
      Retrocessa in I liga.
Regolamento
Tre punti a vittoria, uno a pareggio, zero a sconfitta.
In caso di arrivo di due o più squadre a pari punti, la graduatoria verrà stilata secondo la differenza reti.

## Statistiche

### Individuali

#### Classifica marcatrici
| Gol |  |  | Giocatore            | Squadra                      |
| --- |  |  | -------------------- | ---------------------------- |
| 15  |  |  | Natalia Oleszkiewicz | Pogoń Stettino               |
| 13  |  |  | Emilia Zdunek        | Pogoń Stettino               |
| 11  |  |  | Marcelina Buś        | Śląsk Wrocław                |
| 11  |  |  | Karolina Majda       | SMS Łódź                     |
| 11  |  |  | Klaudia Miłek        | Czarni Sosnowiec             |
| 11  |  |  | Mgdalena Sobal       | Pogoń Tczew                  |
| 11  |  |  | Anna Zapała          | AZS Uniwersytet Jagielloński |